# Solpugema aethiops
Solpugema aethiops är en spindeldjursart som beskrevs av Lawrence 1967. Solpugema aethiops ingår i släktet Solpugema och familjen Solpugidae. Inga underarter finns listade i Catalogue of Life.